# سینس هیل (کنتاکی)
سینس هیل (به انگلیسی: Science Hill) شهری در ایالت کنتاکی کشور ایالات متحده آمریکا است که جمعیت آن در سرشماری سال ۲۰۱۰ میلادی، ۶۹۳ نفر بوده‌است.